# Lada Vesta
Lada Vesta este un vehicul produs de Lada din 2015 până în prezent. Vehiculul a fost dezvoltat de activele autoturismelor pe care GAZ le-a vândut către Lada în 2011, deoarece au decis să dezvolte doar camioane și versiuni comerciale. În prezent, aproximativ 89.000 de unități au fost vândute în întreaga lume, a fost dezvoltată și o versiune SUV crossover, care este la vânzare, vehiculul are mai multă gardă la sol decât un Toyota RAV4 și este în prezent destul de popular în Rusia și în Europa de Est.

## Istoric
În 2011, GAZ și-a vândut activele pentru autoturisme către Lada, deoarece au decis să se concentreze în principal pe dezvoltarea de camioane comerciale și autoutilitare împreună cu alte vehicule. Din punct de vedere tehnic, vehiculul a înlocuit GAZ Siber. Cu toate acestea, adevăratul predecesor al vehiculului este Lada Priora, vehiculul fiind exportat în prezent în Chile, Bulgaria, Cipru, România și Mexic. Vehiculul împarte motorul Lada Niva pentru a-l face mai puternic și mai fiabil.
În primele câteva luni de la lansare, aproximativ 5.000 de unități au fost vândute în întreaga lume, în 2019 vehiculul a primit câteva caracteristici de siguranță, iar vânzările sale au crescut în mare parte. GAZ este controlată în prezent de Ford, iar autoturismul fabricat și produs în prezent de companie este Ford Taurus. Se spune, de asemenea, că este produsă o versiune de camionetă și camionetă, dar deoarece Lada are Lada Niva în catalogul său de vehicule comerciale, este posibil să nu dezvolte versiuni comerciale ale Lada Vesta, cu excepția versiunii SUV Crossover.
Se spune că vehiculul primește motoare actualizate, dar nimic nu este îndeplinit în prezent.